# Валери, Карл
Карл Вале́ри (англ. Carl Valeri; 14 августа 1984, Канберра, Австралия) — австралийский футболист итальянского происхождения, полузащитник. Серебряный призёр Кубка Азии 2011 года.

## Карьера
Карл Валери — сын тренера национальной футбольный лиги, Вальтера Валери. Он начал выступления в молодёжной команде «Таггеранонг Юнайтед», затем играл в Спортивной академии столицы Австралии и в Австралийском институте спорта. В 2002 году он уехал в Италию, в академию клуба «Интернационале», где провёл два сезона.
В 2004 году Валери, на правах аренды, перешёл в СПАЛ, в составе которого дебютировал в профессиональном футболе. В августе 2005 года он стал игроком «Гроссето». 13 мая 2007 года Валериз забил гол в ворота «Падовы», который привёл клуб к выигрышу серии С1 и выходу во второй итальянский дивизион. В июне 2007 года «Гроссето» выкупил оставшуюся половину прав на игрока у «Интера». Всего в составе «Гроссето» Валери провёл 133 матча и забил 7 голов.
В январе 2010 года Валери был арендован клубом «Сассуоло» за сумму в 250 тыс. евро. 25 июня 2010 года клуб принял решение выкупить контракт футболиста.

## Международная карьера
Валери играл за сборные Австралии до 17, до 20 и до 23 лет. В составе сборной до 17 лет он играл в 2001 году на юношеском первенстве мира; в составе сборной до 23 лет Валери выступал Олимпиаде 2004
В 2006 году Валери впервые был вызван в состав первой сборной на матч отборочного турнира Кубка Азии с Бахрейном, однако на поле не вышел. 24 мая 2007 года Валери дебютировал за национальную команду в товарищеской игре с Китаем, в которой австралийцы победили 2:0.
В 2010 году Валери поехал в составе сборной на чемпионат мира, где провёл все три игры своей команды на турнире.